# Condado de Tunica
El condado de Tunica (en inglés, Tunica County) es un condado del estado de Misisipi, Estados Unidos. Tiene una población estimada, a mediados de 2021, de 9696 habitantes.
La sede del condado es Tunica.
Forma parte del área metropolitana de Memphis.

## Geografía
Según la Oficina del Censo, el condado tiene un área total de 1223 km², de la cual 1176 km² son tierra y 57 km² son agua.

## Demografía

### Censo de 2020
Según el censo de 2020, en ese momento había 9782 personas residiendo en el condado. La densidad de población era de 8.3 hab./km².
| Raza                   | Núm. | Porc.  |
| ---------------------- | ---- | ------ |
| Afroamericanos         | 7559 | 77.27% |
| Blancos                | 1869 | 19.11% |
| Amerindios             | 13   | 0.13%  |
| Asiáticos              | 28   | 0.29%  |
| Otras razas            | 151  | 1.54%  |
| De una mezcla de razas | 162  | 1.66%  |
| Total                  | 9782 | 100%   |

Del total de la población, el 1.95% eran hispanos o latinos de cualquier raza.

### Censo de 2000
En el 2000, los ingresos promedio de los hogares del condado eran de $ 23,270 y los ingresos promedio de las familias eran de $25,443. Los ingresos per cápita eran de $11,978. Los hombres tenían ingresos per cápita por $25,244 frente a los $18,104 que percibían las mujeres. Alrededor del 33.10% de la población estaba bajo el umbral de pobreza nacional.

## Condados adyacentes
- Condado de Crittenden, Arkansas (norte)
- Condado de DeSoto (noreste)
- Condado de Tate (este)
- Condado de Panola (sureste)
- Condado de Quitman (sur)
- Condado de Coahoma y condado de Phillips (suroeste)
- Condado de Lee (oeste)

## Principales localidades
Pueblos
- Tunica

Lugares designados por el censo
- Austin
- Dundee

- North Tunica
- Tunica Resorts
- White Oak

Áreas no incorporadas
- Banks
- Dubbs
- Evansville
- Hollywood
- Prichard

## Principales carreteras
- Interestatal 69
- U.S. Highway 61
- Carretera 3
- Carretera 4